# 和泉市立芦部小学校
和泉市立芦部小学校（いずみしりつ あしべしょうがっこう）は、大阪府和泉市にある公立小学校である。2012年（平成24年）現在の児童数は618名である。

## 沿革
- 1887年（明治20年）4月1日 - 芦部高等小学校・芦部尋常小学校創立。
- 1923年（大正12年）4月1日 - 芦部尋常高等小学校と改称。
- 1933年（昭和8年）4月1日 - 町村合併により、和泉町芦部尋常高等小学校と改称。
- 1947年（昭和22年）4月1日 - 和泉町立芦部小学校と改称。
- 1956年（昭和31年）4月1日 - 和泉市施行により、和泉市立芦部小学校と改称。